# Governador-geral da Austrália
O cargo de governador-geral da Comunidade da Austrália é ocupado pelo representante do monarca da Austrália, que exerce o poder executivo supremo na Comunidade das Nações. Dado que o monarca reside no Reino Unido e é, simultaneamente, o monarca de quinze outros reinos da Comunidade das Nações, é ele que, aconselhado pelo primeiro-ministro, designa um governador-geral com o intuito de realizar os deveres constitucionais dentro da Comunidade da Austrália.
O papel do governador-geral garantido pela Constituição da Austrália é o de nomear embaixadores, ministros, juízes e dar o Consentimento Real para novas leis, convocar eleições e conferir honrarias. O governador-geral também é presidente do Conselho Executivo Federal e comandante-em-chefe das Forças Armadas da Austrália. Apesar de possuir vários poderes, o governador-geral age apenas sob a direção do primeiro-ministro da Austrália.
A seleção para o cargo é realizada pelo primeiro-ministro da Austrália e submetida ao monarca, que pode recusar o pedido. No entanto, apenas o monarca possui o direito de nomear alguém para o cargo, que toma posse após uma cerimônia realizada no Senado da Austrália.
Os governadores-gerais não possuem um mandato fixo, mas são geralmente mantidos no cargo por cinco anos.
Desde a Federação até 1965, onze dos quinze governadores-gerais foram aristocratas britânicos (quatro barões, três viscondes, três condes e um duque real). Desde então, todos os indivíduos designados para o cargo (com a exceção de Ninian Stephen) nasceram na Austrália. Em 2008, Quentin Bryce tornou-se a primeira mulher a servir neste cargo. O feito seria repetido por Sam Mostyn em 2024. 

## Lista de Governadores-gerais
Os Governadores-gerais da Austrália, após o Australia Act 1986:

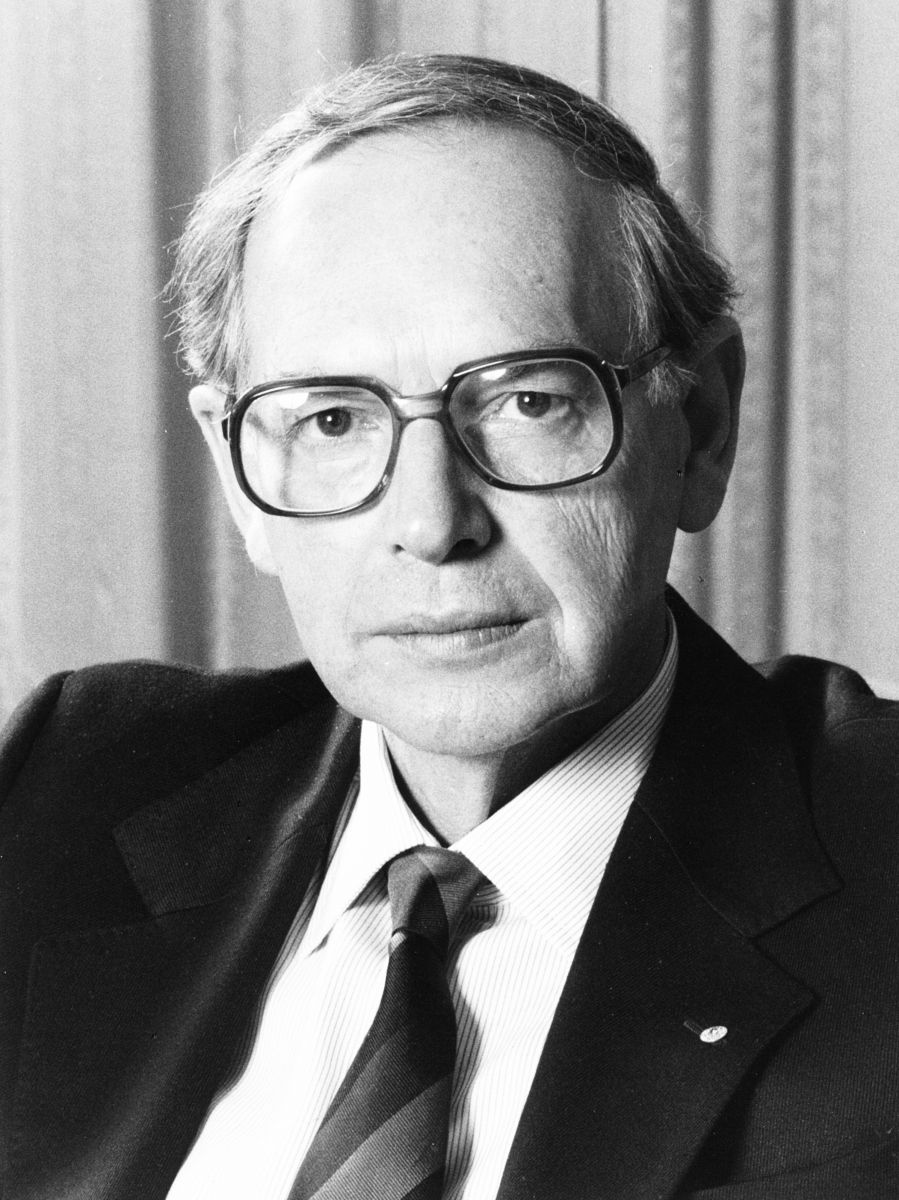
Sir Ninian Stephen 1982-1989
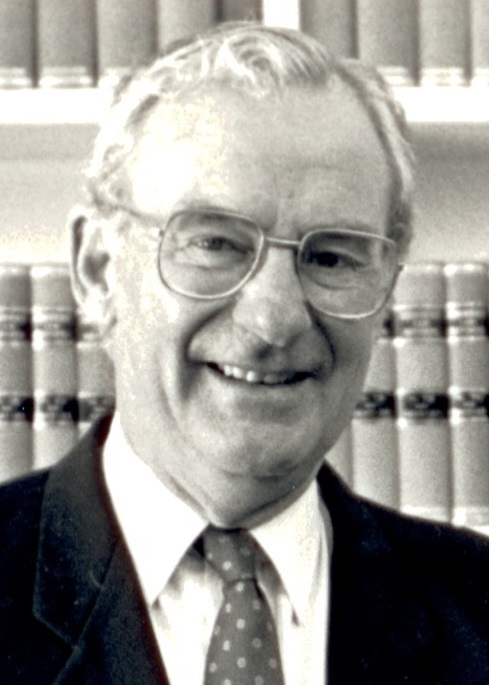
Bill Hayden 1989-1996
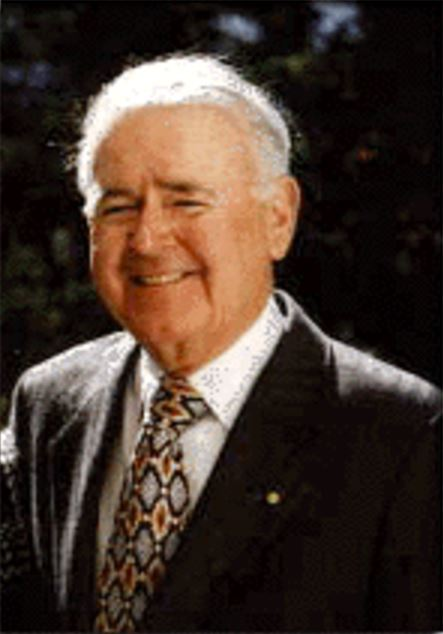
Sir William Deane 1996-2001
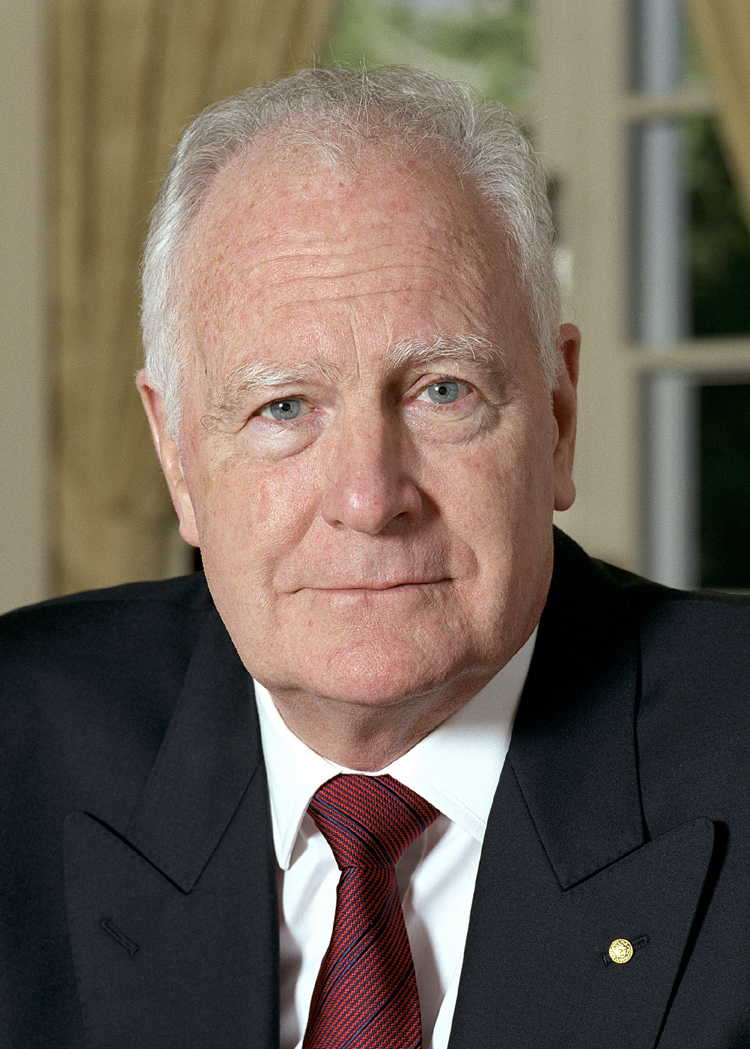
Peter John Hollingworth 2001-2003
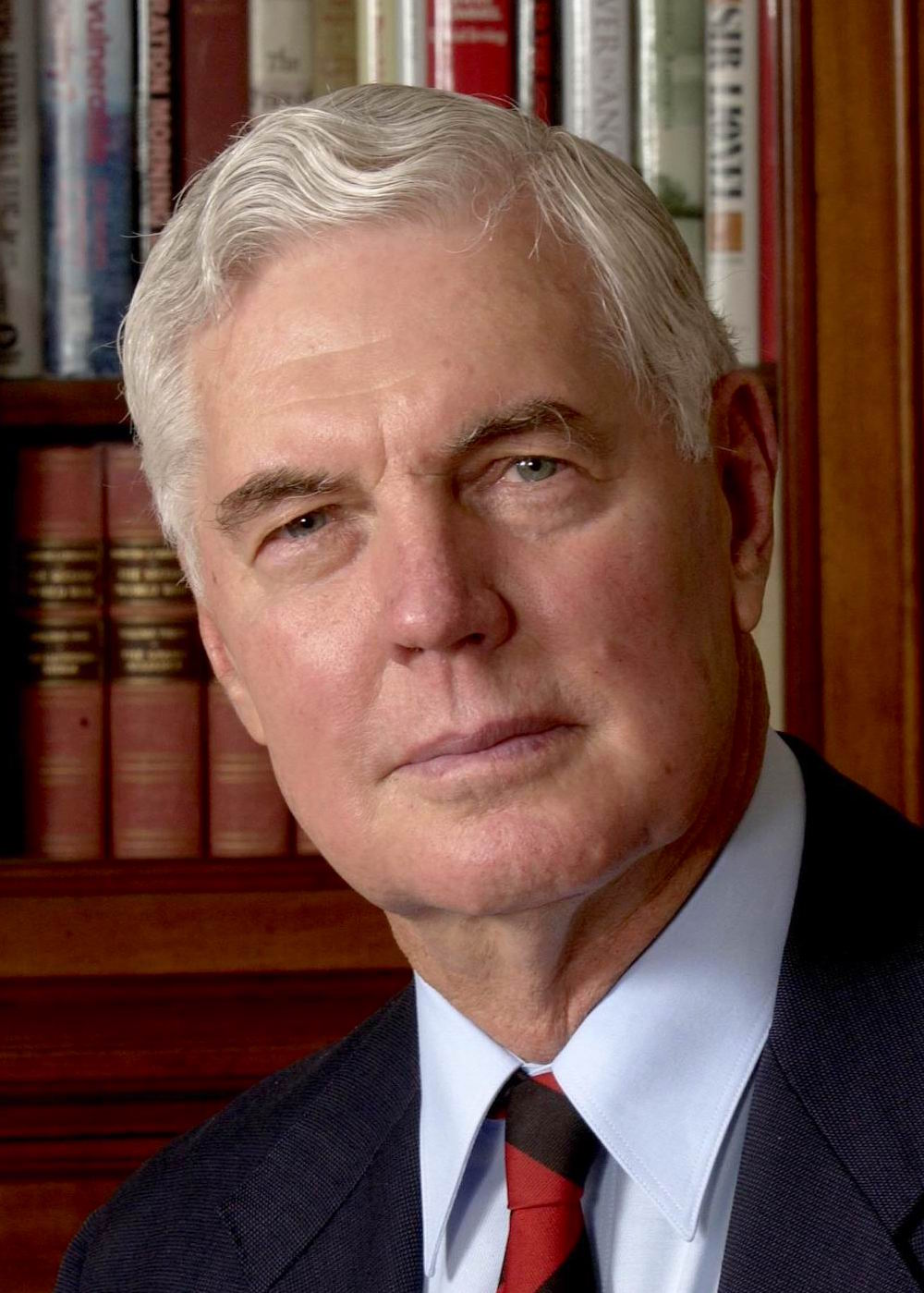
Philip Michael Jeffery 2003-2008
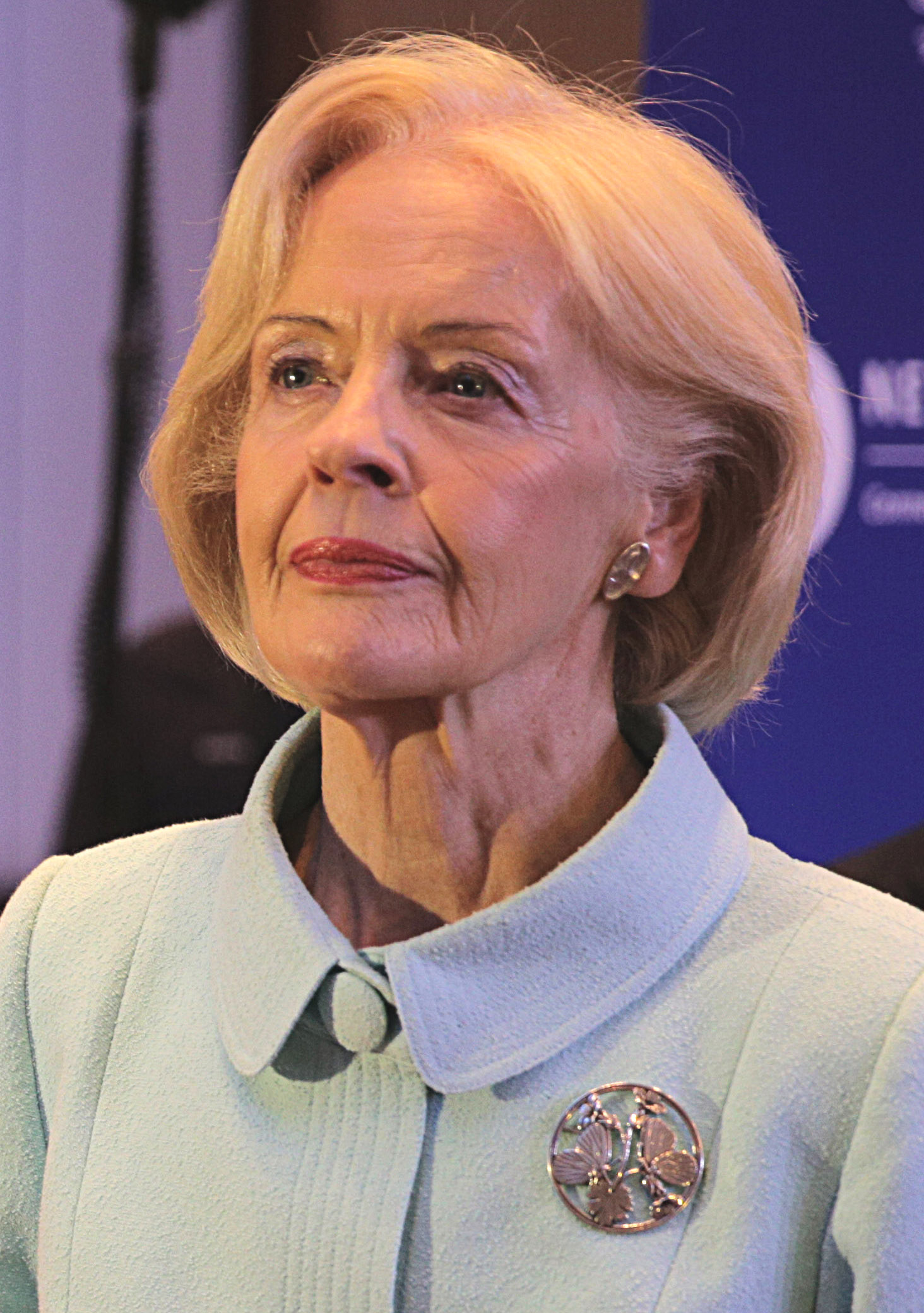
Dame Quentin Bryce 2008-2014
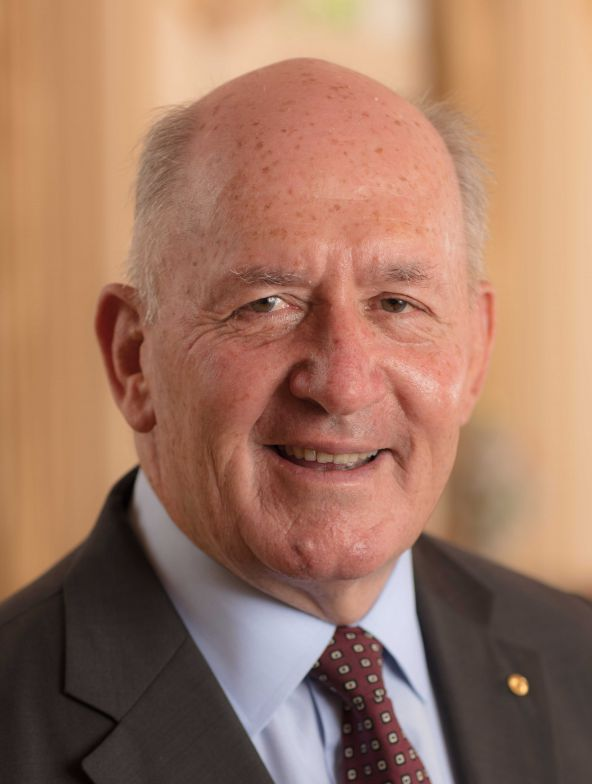
Sir Peter Cosgrove 2014-2019
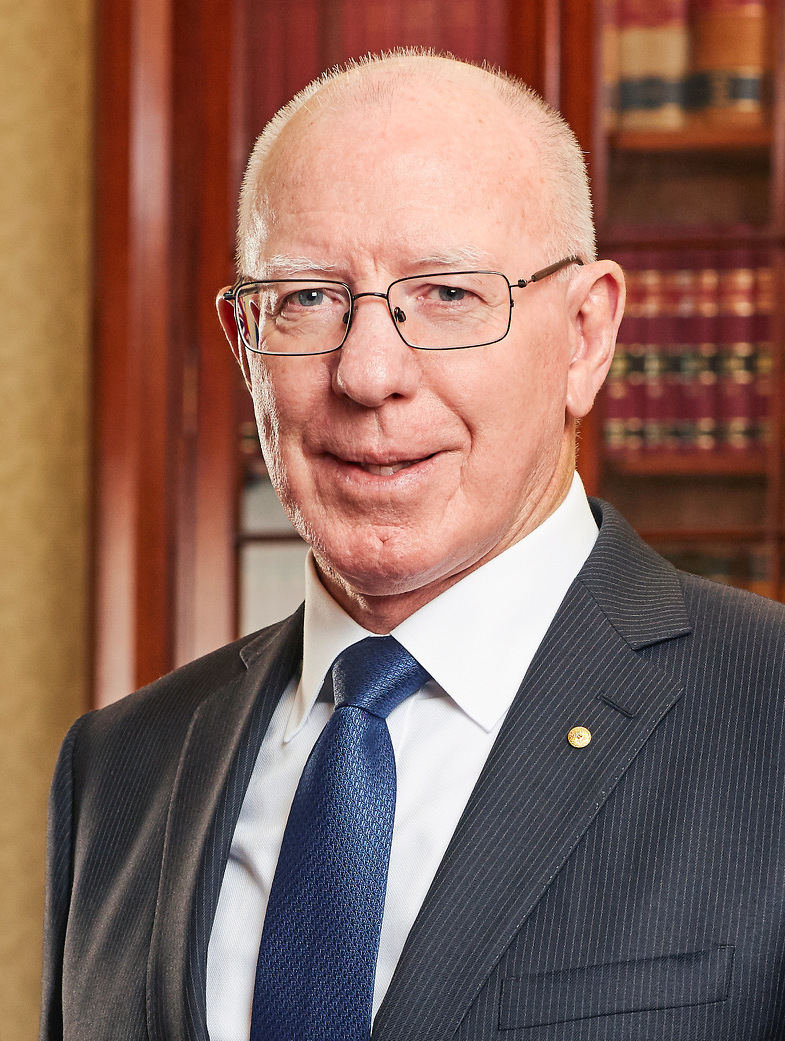
David Hurley 2019-2024
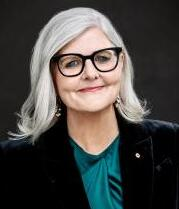
Sam Mostyn 2024-presente